# Храм Венеры (Помпеи)
Храм Венеры в Помпеях (итал. Tempio di Venere, Pompei) — руины древнеримского храма на территории разрушенного города Помпеи; храм был посвящён божеству-покровителю города и являлся одним из самых ярких городских сооружений. Здание значительно пострадало во время городского землетрясения 62 года — реставрационные работы не были завершены к моменту гибели города. Подвергся разграблению в XIX веке в связи с наличием мраморных украшений.